# Утяшкино
Утяшкино — деревня в Заинском районе Татарстана. Входит в состав Светлоозерского сельского поселения.

## География
Находится в восточной части Татарстана на расстоянии приблизительно 16 км на юг-юго-восток по прямой от районного центра города Заинск у реки Степной Зай.

## История
Известно с 1755 года как деревня Уткино, основанная крестьянами, переселенными из села Медян Симбирской губернии.

## Население
Постоянных жителей было: в 1834—196, в 1859—293, в 1870—345, в 1884—496, в 1897—683, в 1906—737, в 1913—864, в 1920—801, в 1926—710, в 1938—613, в 1949—370, в 1958—469, в 1970—427, в 1979—235, в 1989—128, в 2002 — 97 (русские 90 %), 62 в 2010.